# Tolcapona
Tolcapona é um inibidor seletivo da enzima Catecol O-Metiltransferase(COMT) utilizado no tratamento do Mal de Parkinson.

## Efeitos colaterais
Por sua significativa hepatotoxicidade (aumenta níveis de transaminase) seu uso foi suspenso em vários países entre 1998 e 2004. Retornou em 2009 em doses menores. Tem duração e penetração maior que o entacapone, porém causa mais efeitos colaterais (hipotensão, diarreia e náusea).
Os possíveis efeitos colaterais mais comuns incluem:
- Prisão de ventre ou diarreia;
- Tontura;
- Sonolência;
- Boca seca;
- Flatulências,
- Dor de cabeça;
- Aumento do suor;
- Perda de apetite;
- Náusea;
- Dor abdominal;
- Nariz entupido;
- Problemas para dormir;
- Sonhos anormais;
- Vômito.

## Interações medicamentosas
- Simpaticomiméticos, Desipramina e IMAOs: mais efeitos colaterais;
- Warfarina: mais risco de hemorragia.

Lista completa (em inglês): 